# Kataloistenjärvi
Kataloistenjärvi är en sjö i Finland. Den ligger i kommunen Tavastehus i landskapet Egentliga Tavastland, i den södra delen av landet, 100 km norr om huvudstaden Helsingfors. Kataloistenjärvi ligger 127,1 meter över havet. I omgivningarna runt Kataloistenjärvi växer i huvudsak blandskog. Den är 1,85 meter djup. Arean är 1,07 kvadratkilometer och strandlinjen är 6,64 kilometer lång. Sjön  ingår i Kumo älvs huvudavrinningsområde. 